# Falla de la Plaça del Pilar
La comissió Plaça del Pilar és una entitat fallera de la Ciutat de València censada en Junta Central Fallera amb el n. 34, situada a la Plaça del Pilar, al barri de Velluters. La seua seu social està situada al nº30 del carrer de Maldonado.
L'origen de la falla data de l'any 1865, any en què ja es té testimoni que es plantara una falla a la plaça.
L'actual comissió fallera data de 1953. En 1958 van plantar en primera categoria, plantant des d'aleshores en la màxima categoria. És la falla amb més primers premis en secció especial, amb setze. Amb el premi de 2014 va posar fi a una sequera de quinze anys sense guardó.
Grans artistes de la història de les Falles han plantat a l'emblemàtica demarcació. Entre ells Julià Puche, Alfredo Ruiz, Pepe Martínez Mollà, Josep Pascual Ibáñez, Salvador Debón, Juan Huerta, Vicente Agulleiro, Julio Monterrubio o Pere Baenas.
És la comissió que més màxims guardons en Secció Especial ha aconseguit fins al 2019 amb 16 primers premis.

## Galeria d'imatges

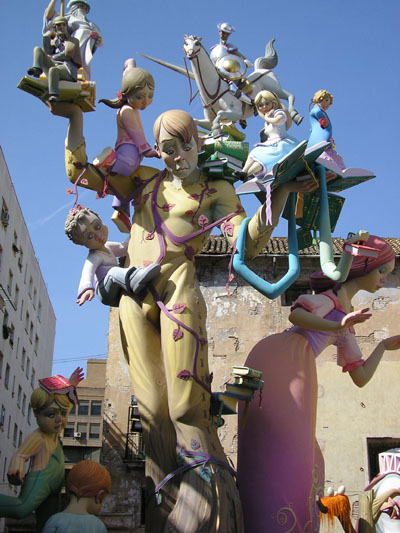
Falla de la Plaça del Pilar 2005
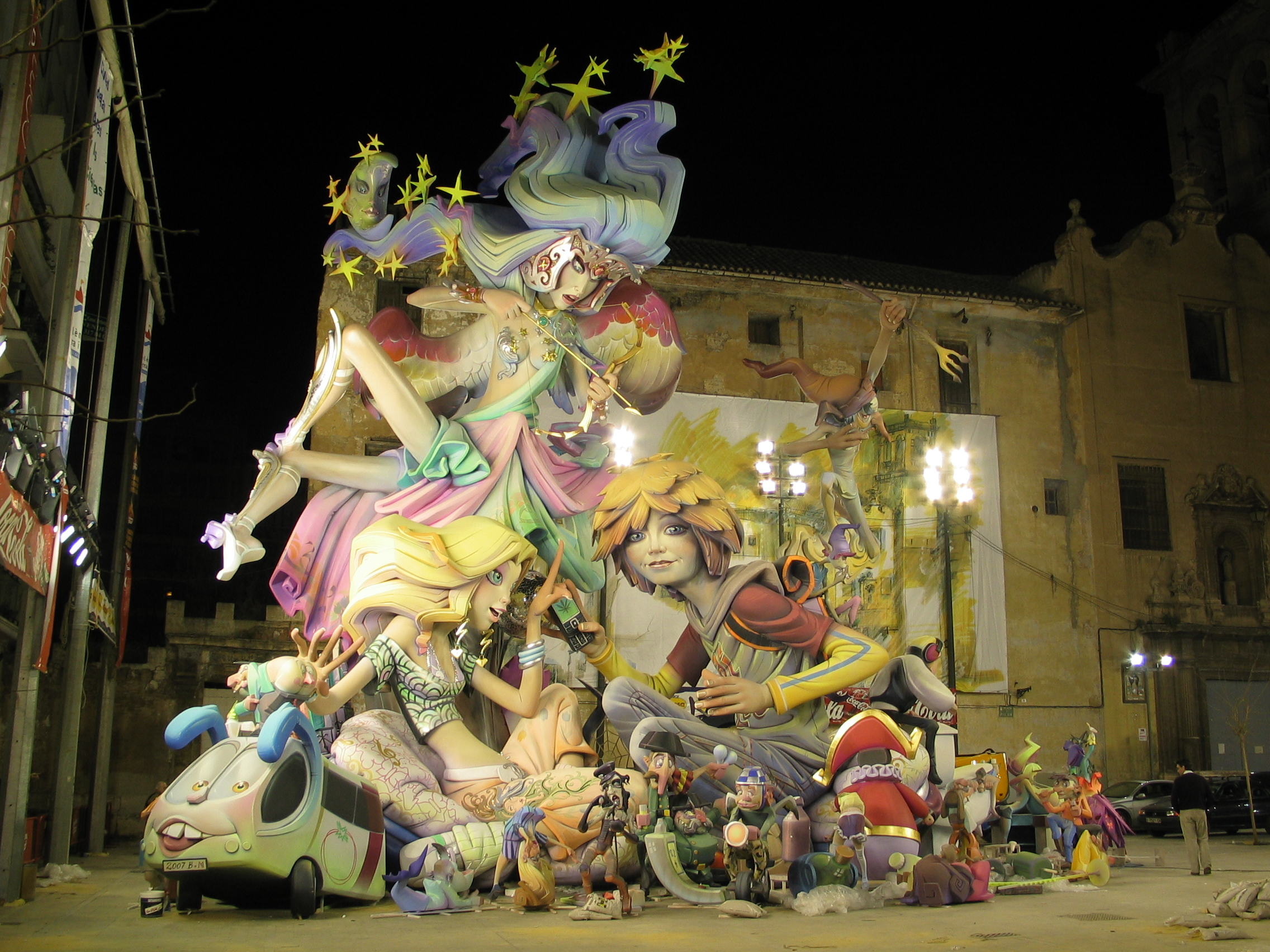
Falla de la Plaça del Pilar 2007
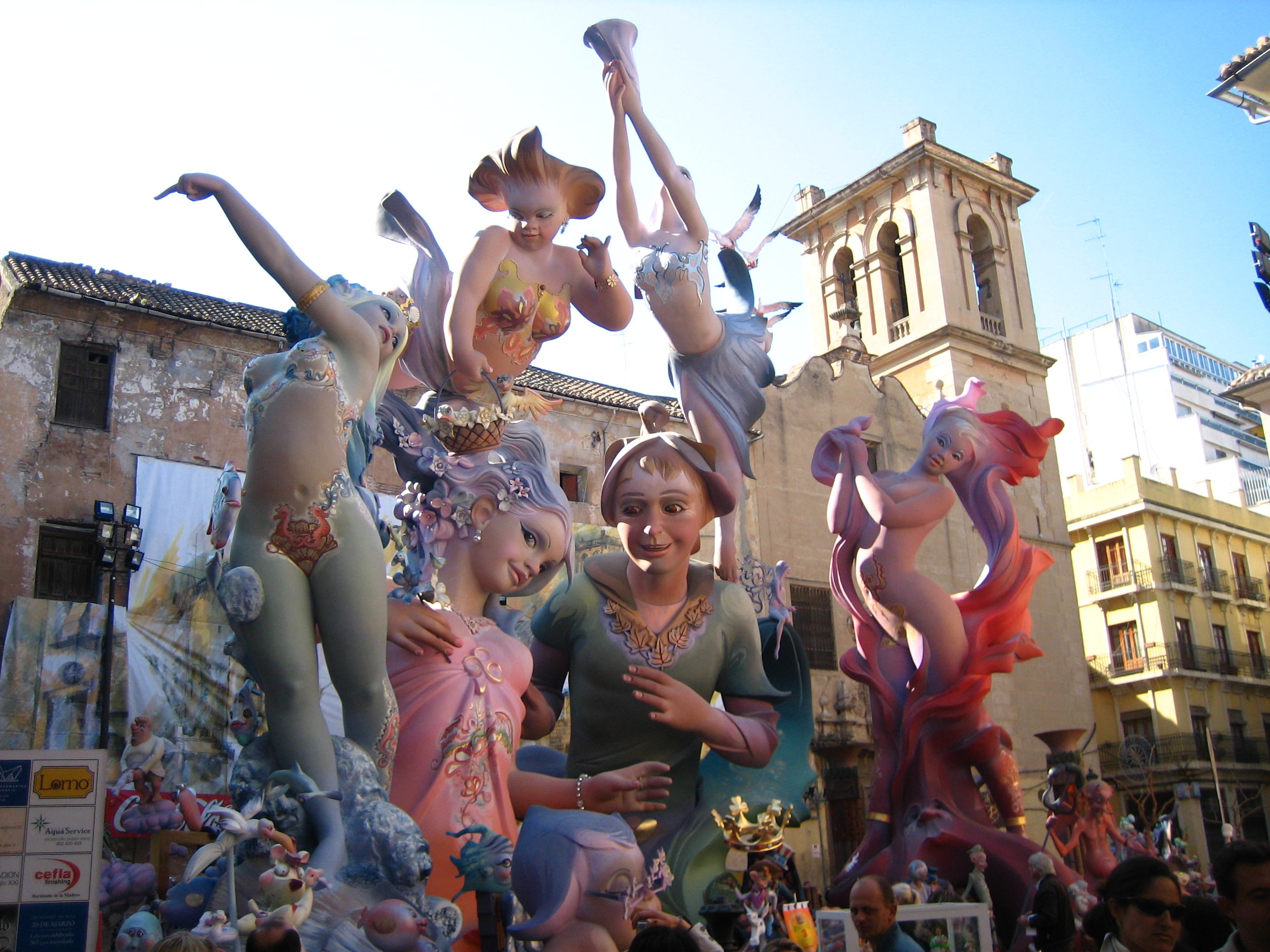
Falla de la Plaça del Pilar 2008
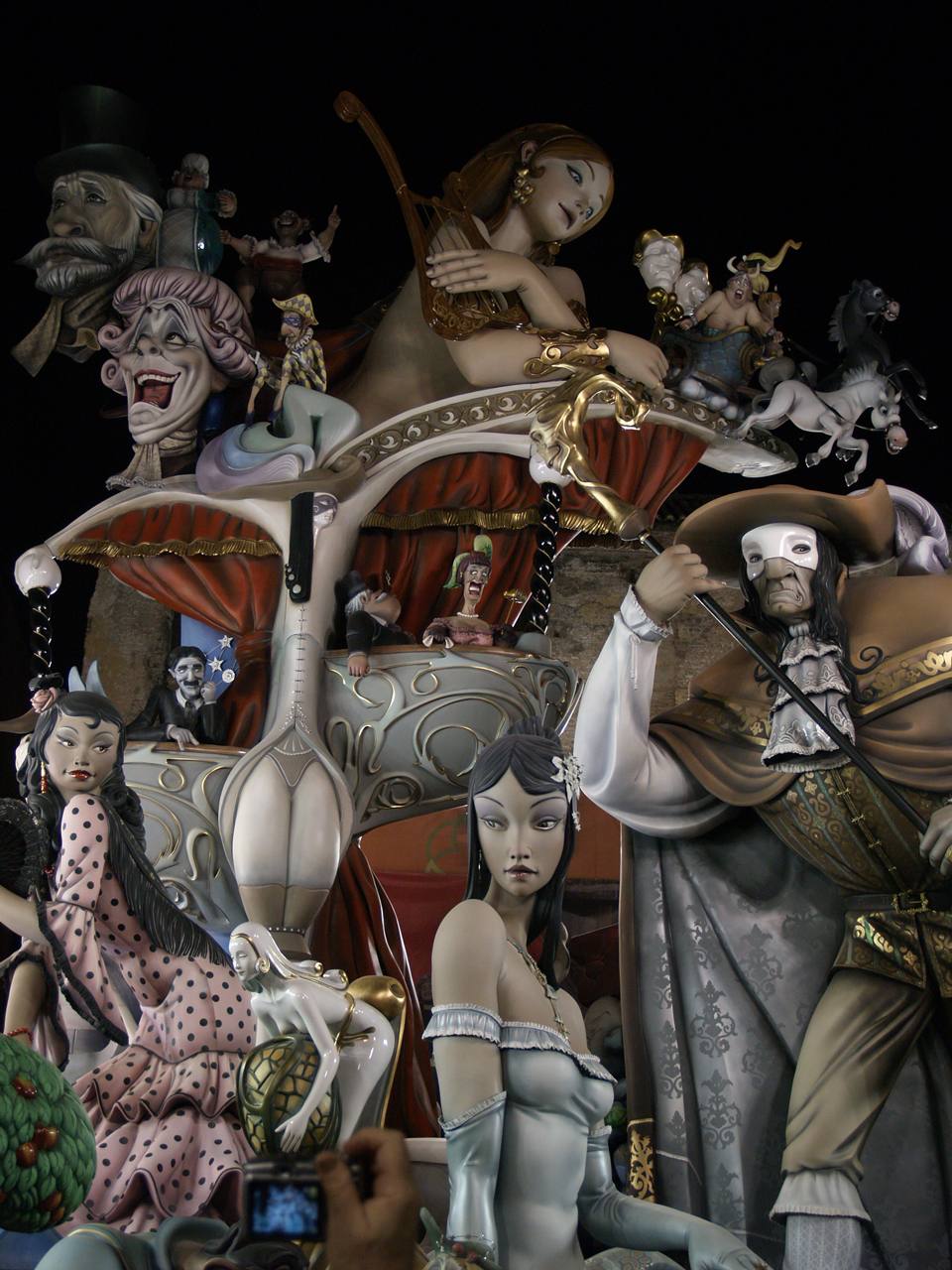
Falla Plaça del Pilar 2009 de Josep Lafarga amb lema "Una nit a l'òpera"
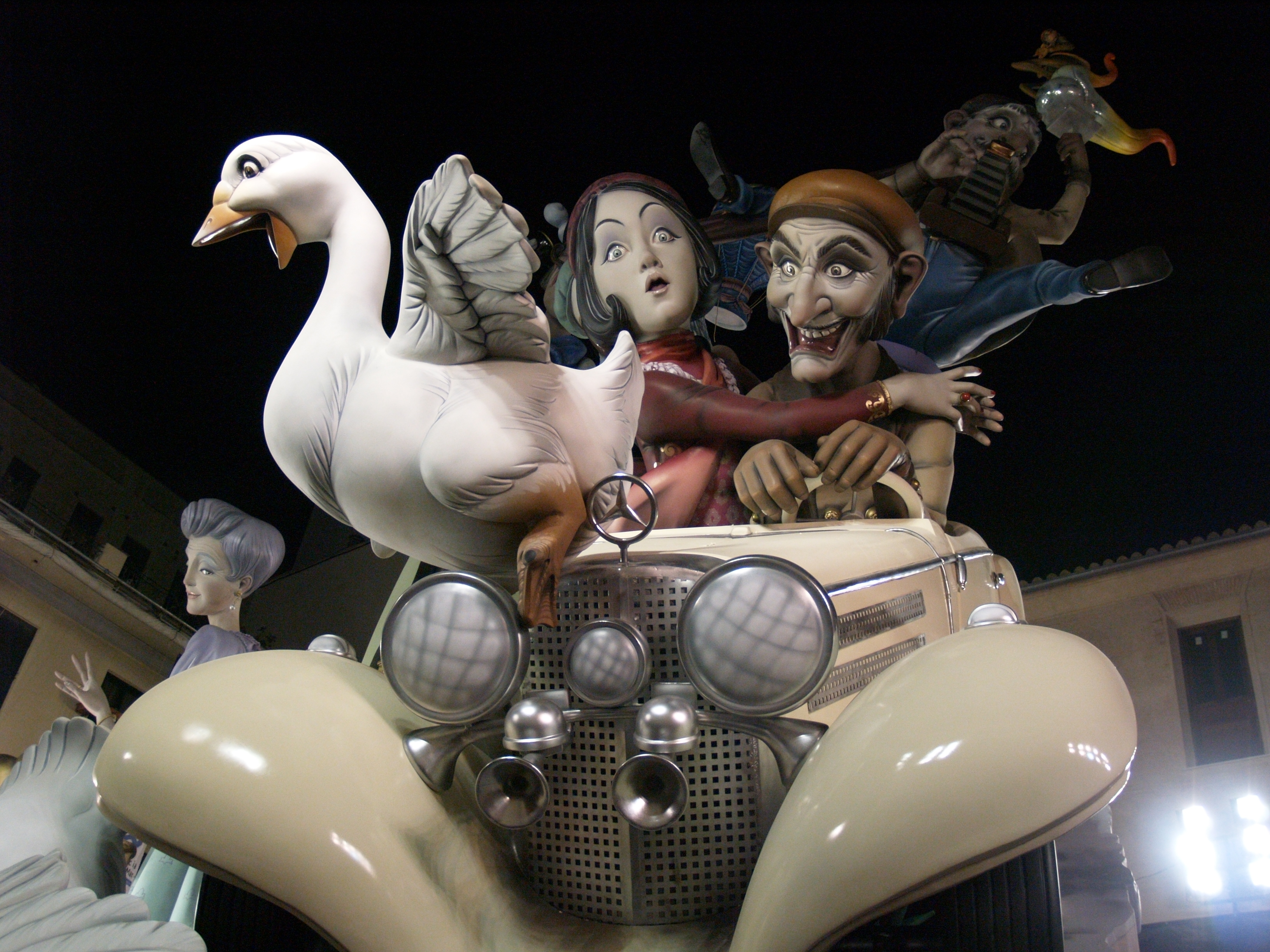
Falla de la Plaça del Pilar 2010
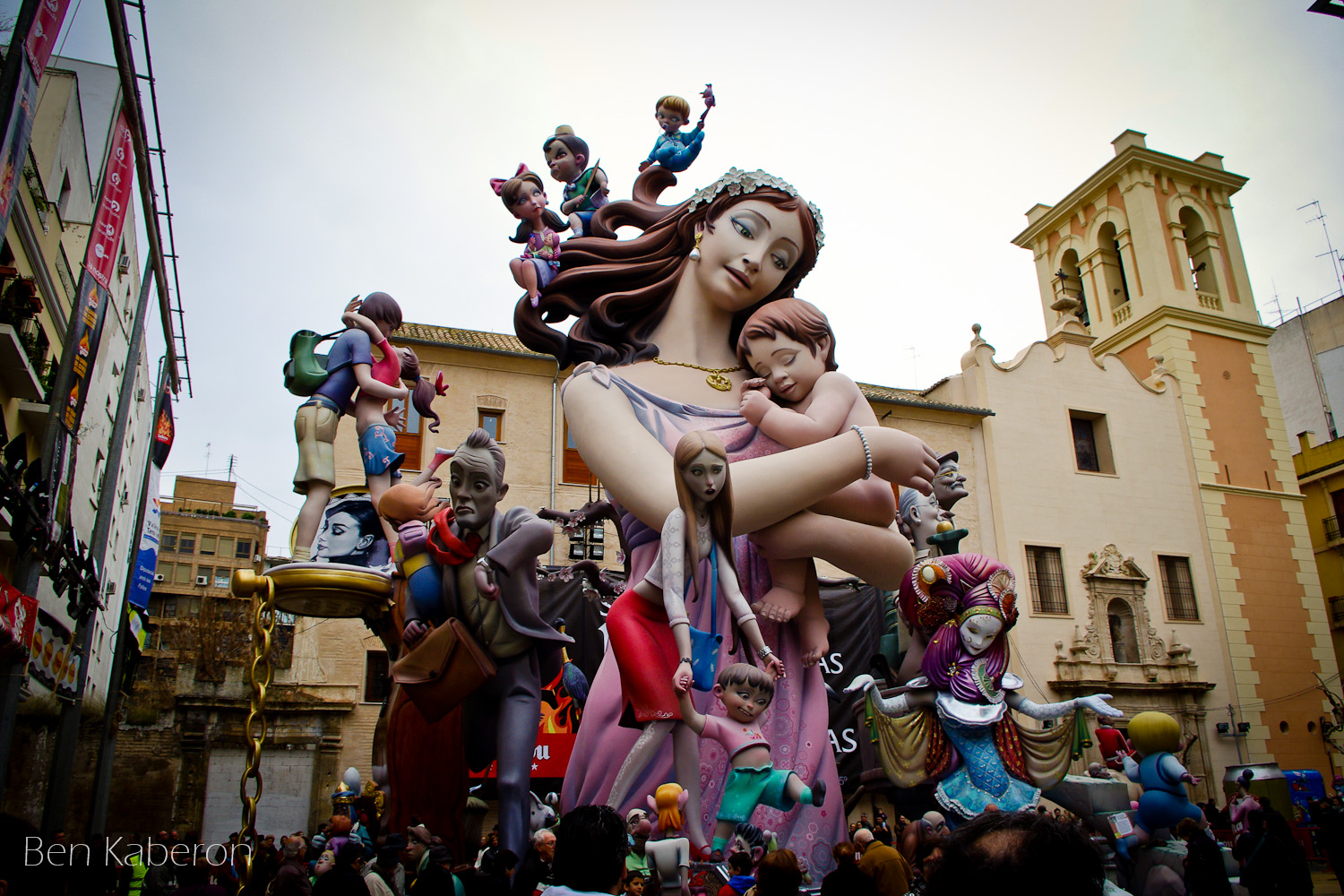
Falla de la Plaça del Pilar 2011
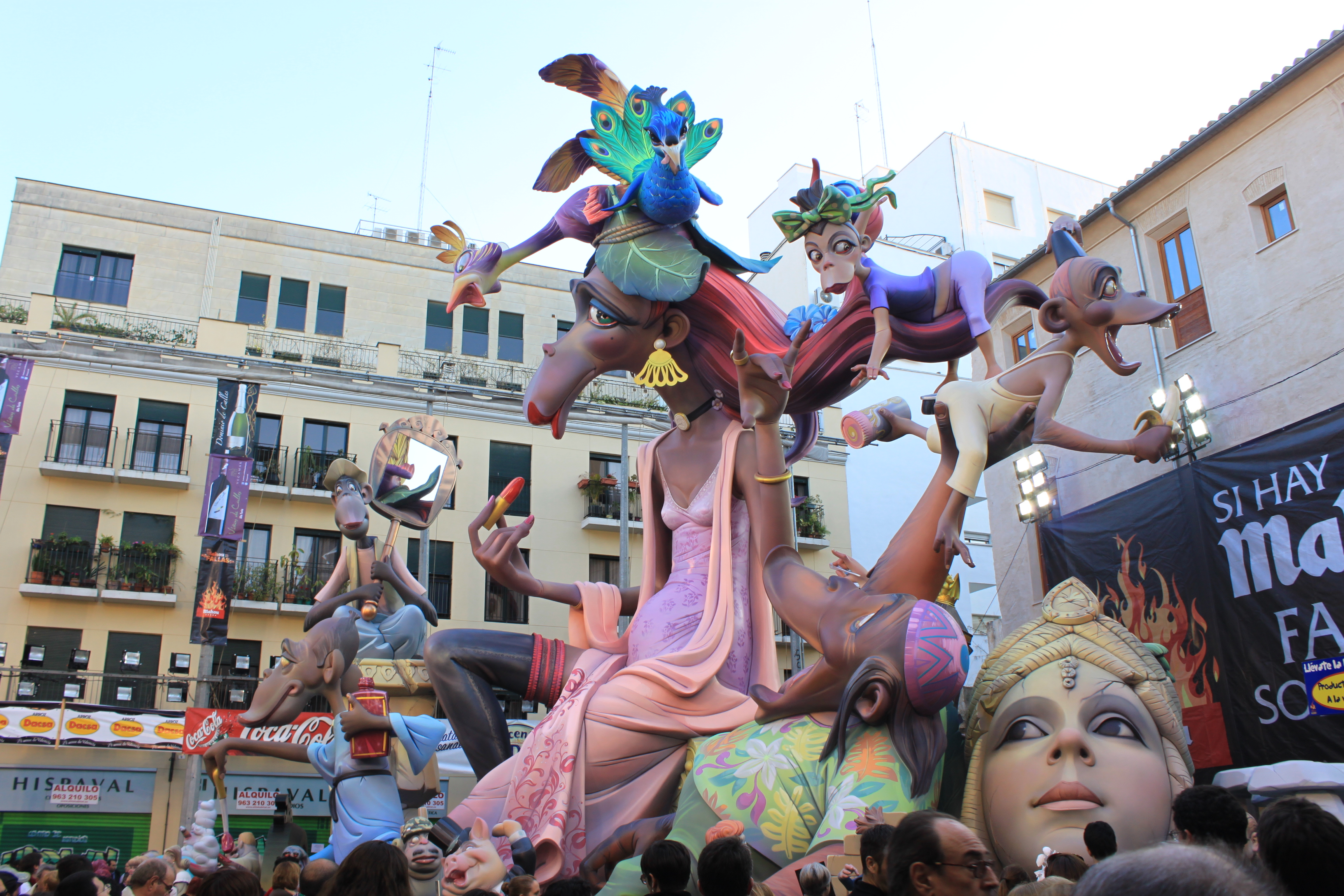
Falla de la Plaça del Pilar 2012
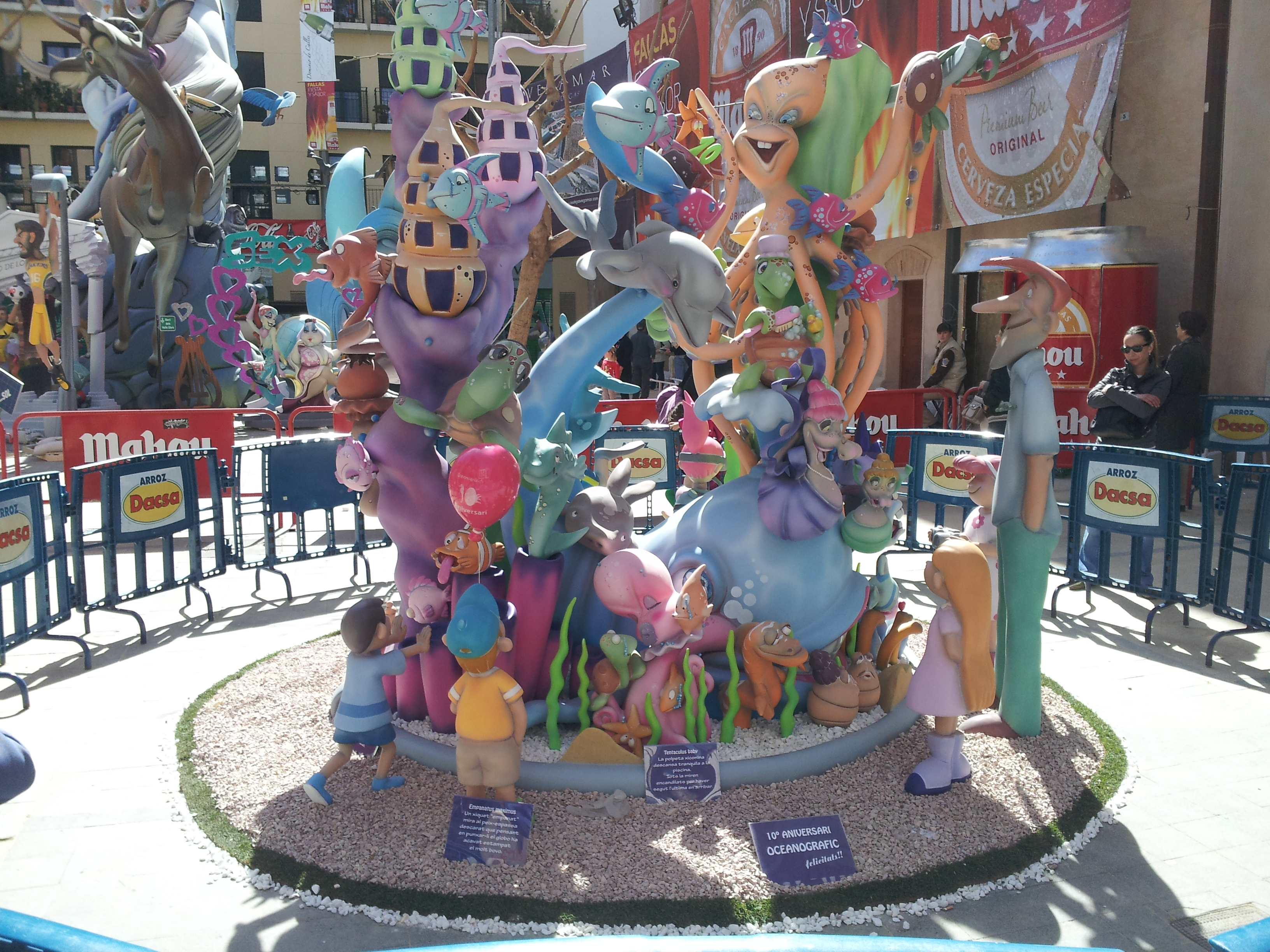
Falla infantil de la Plaça del Pilar 2013
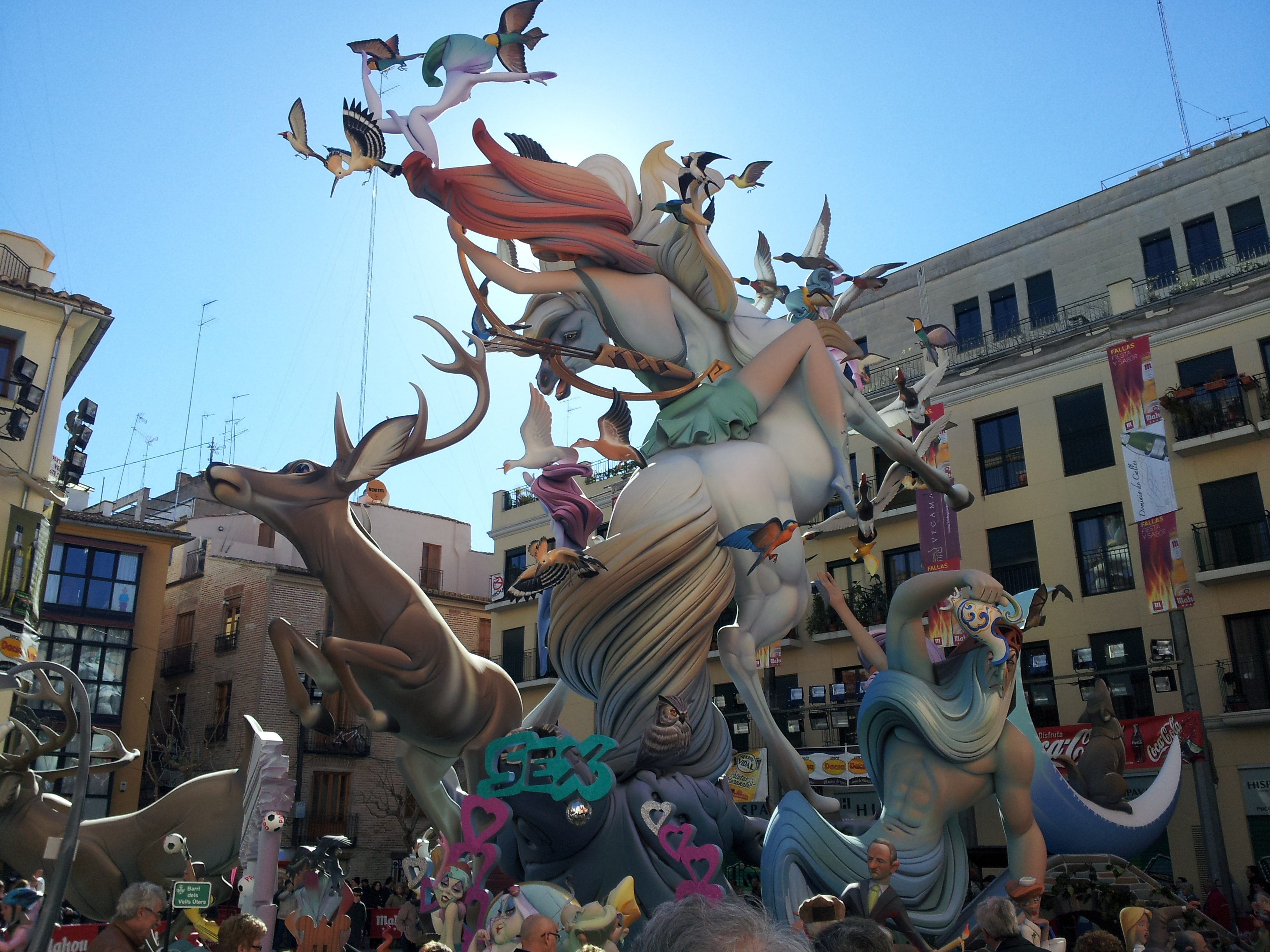
Falla de la Plaça del Pilar 2013
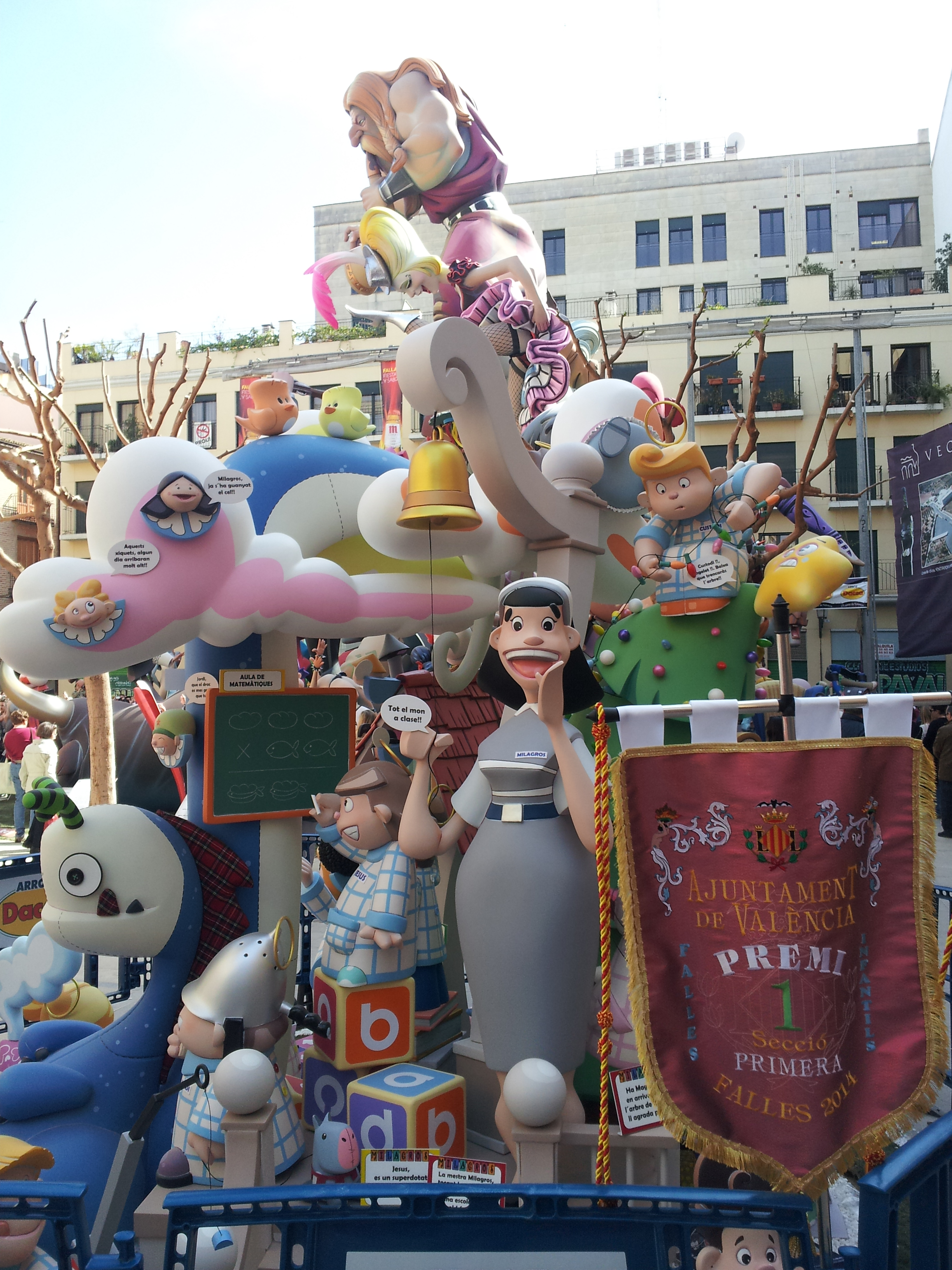
Falla infantil de la Plaça del Pilar 2014
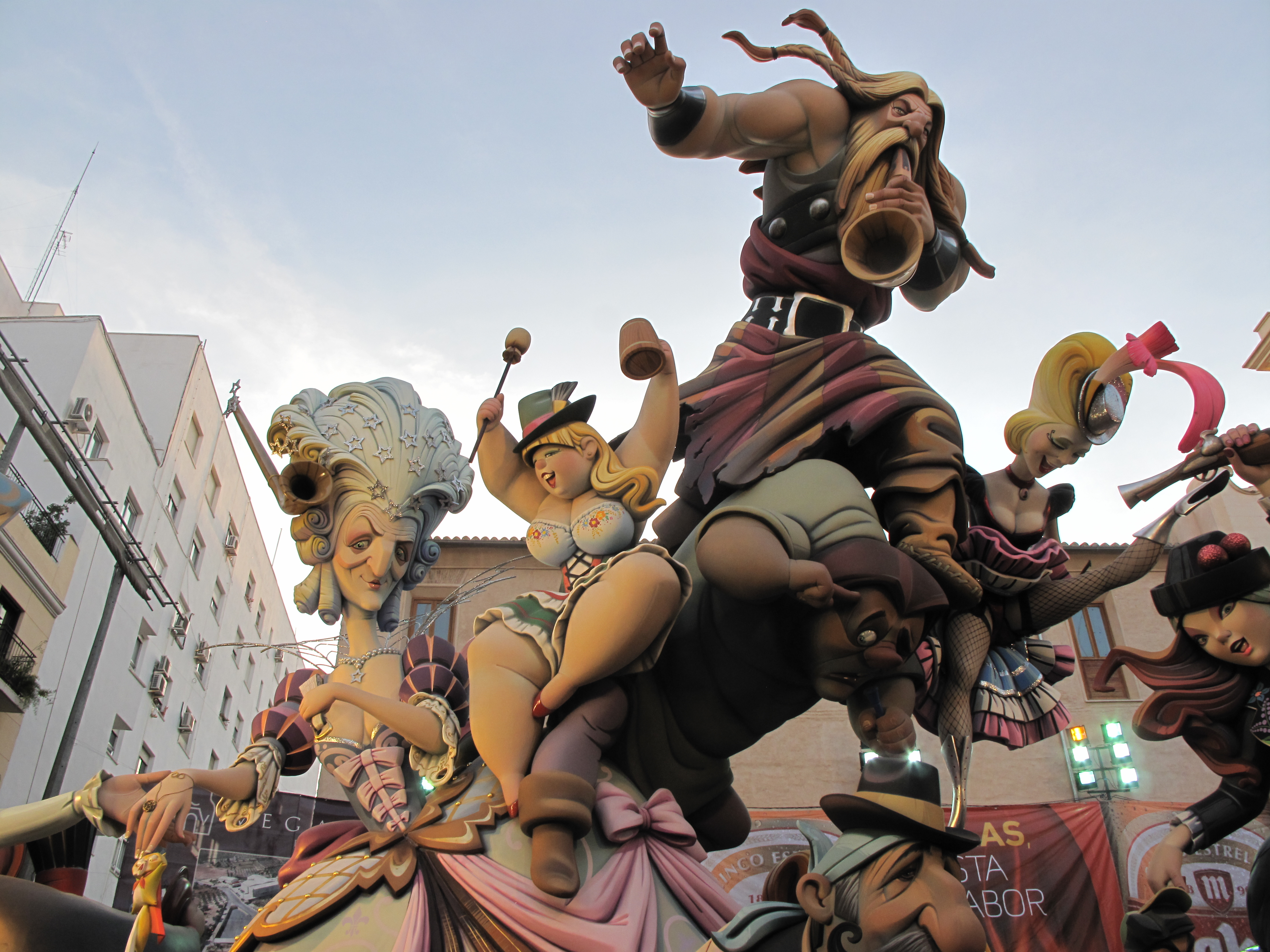
Falla de la Plaça del Pilar 2014
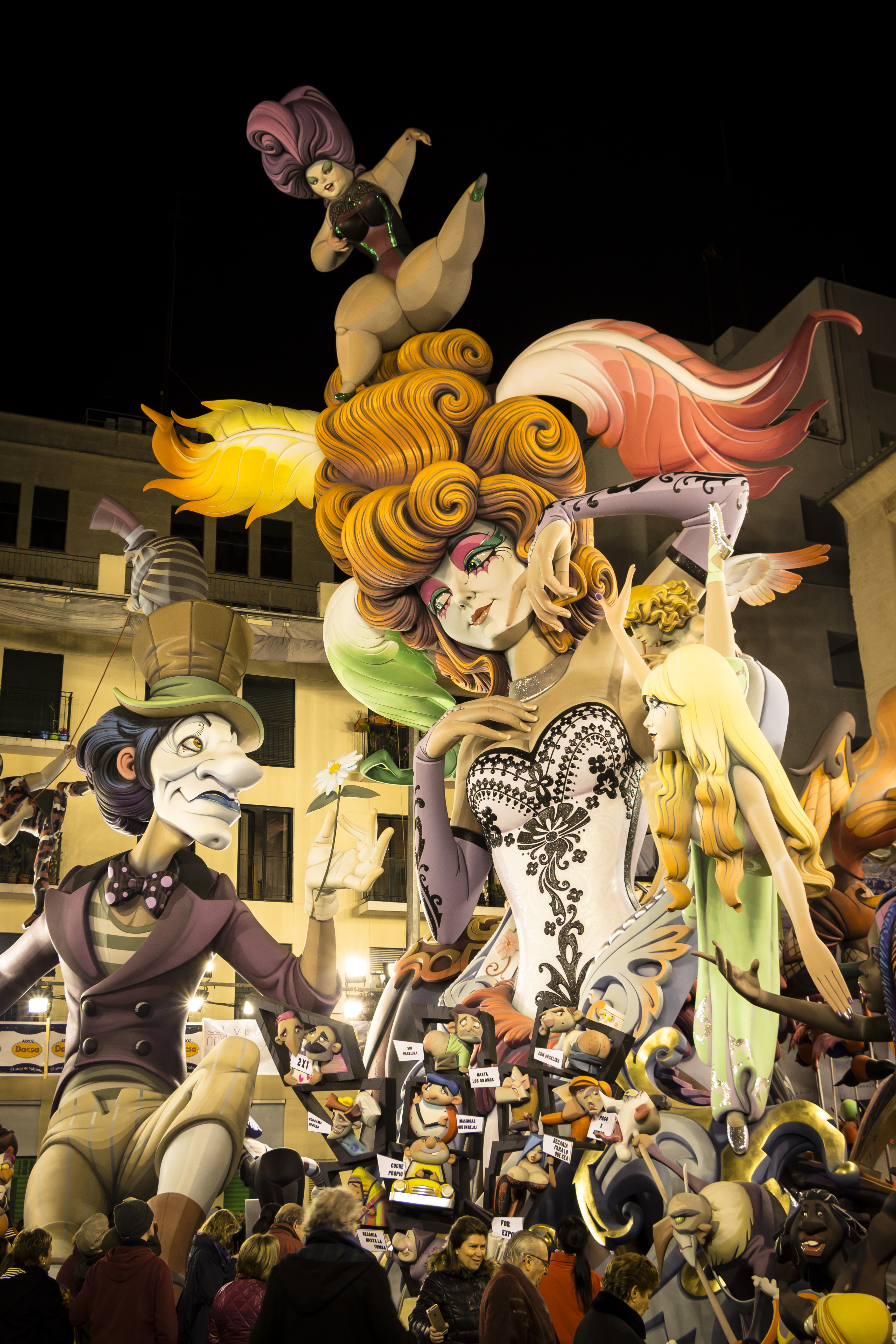
Falla de la Plaça del Pilar 2015
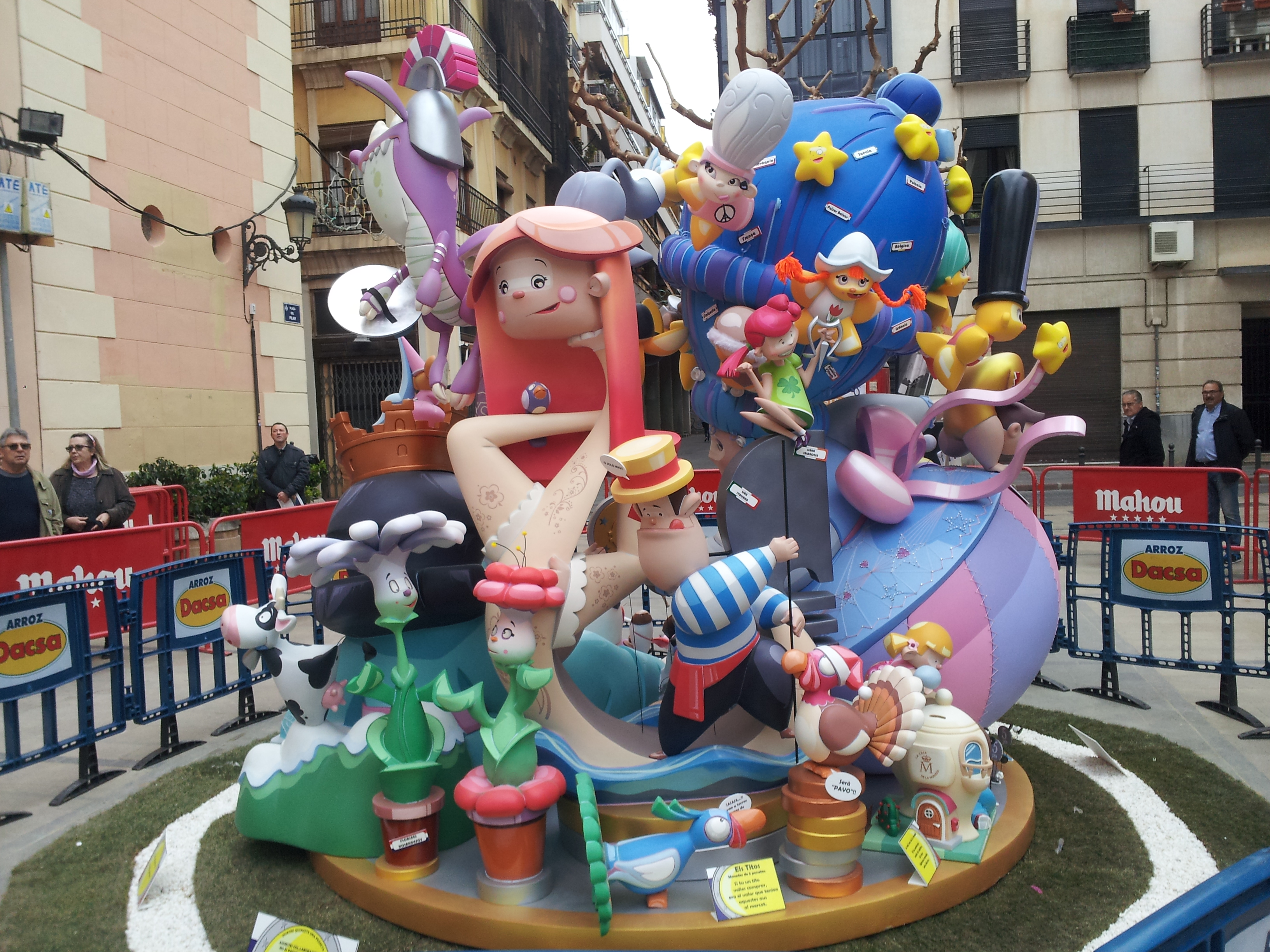
Falla infantil de la Plaça del Pilar 2016
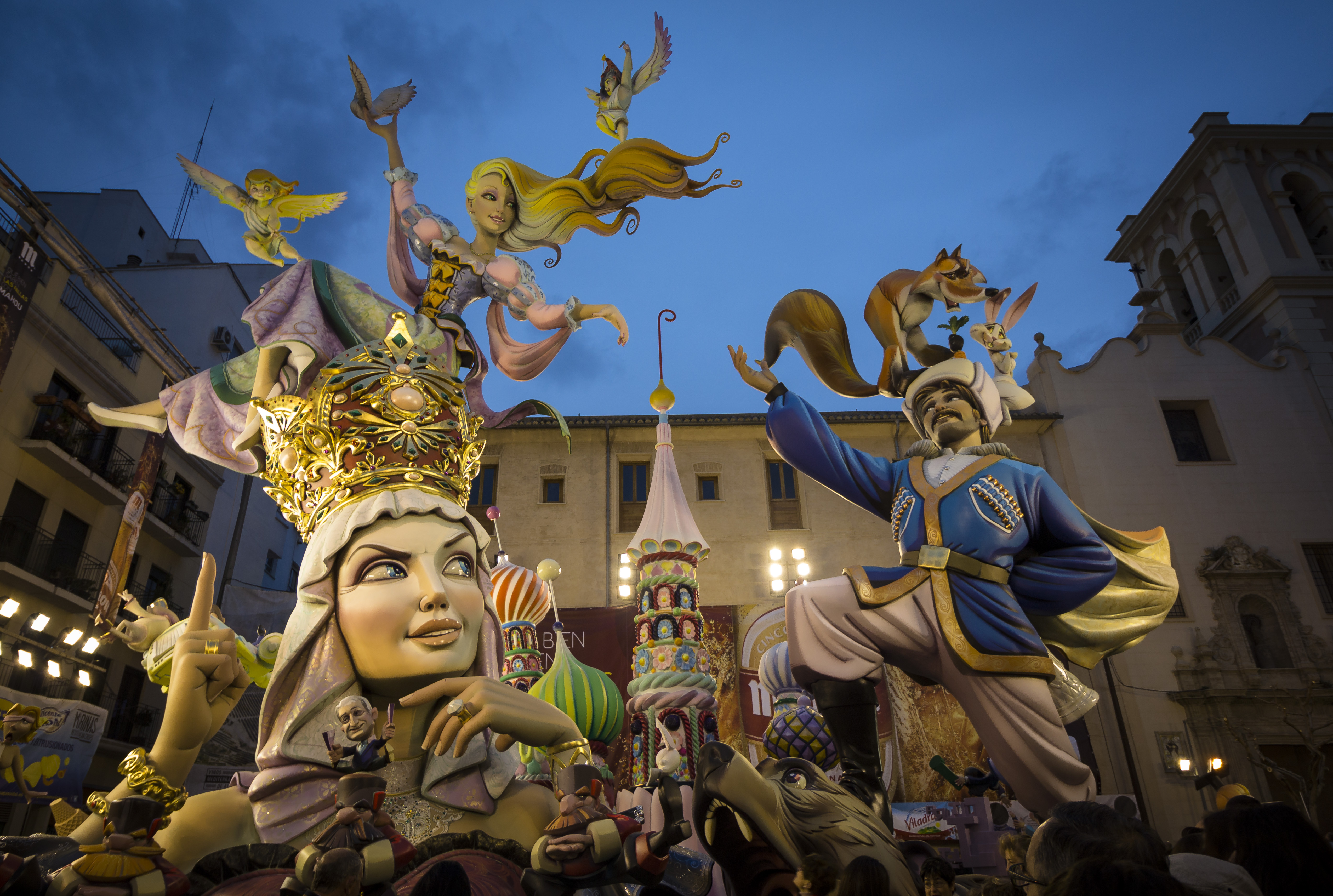
Falla de la Plaça del Pilar 2016
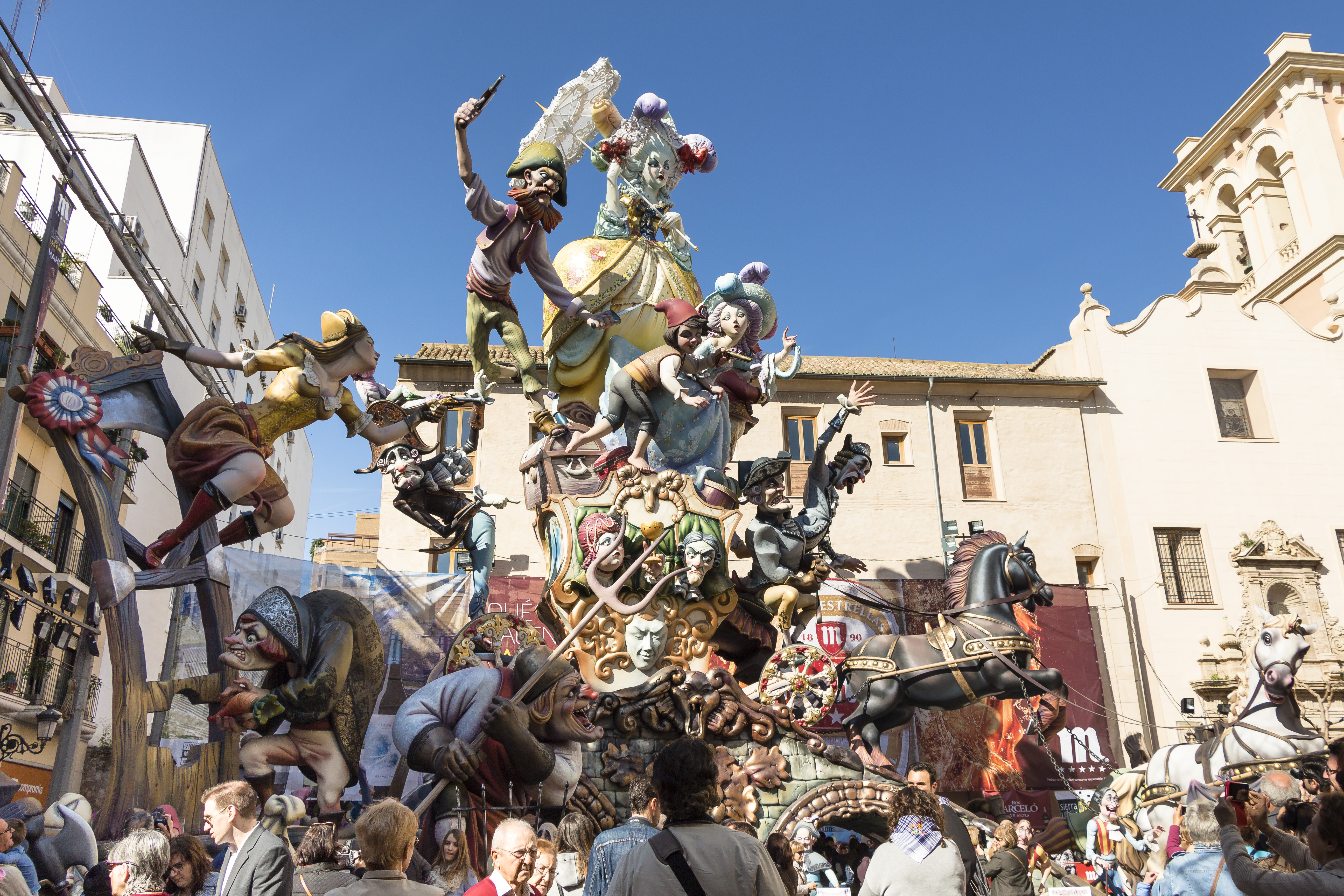
Falla de la Plaça del Pilar 2017
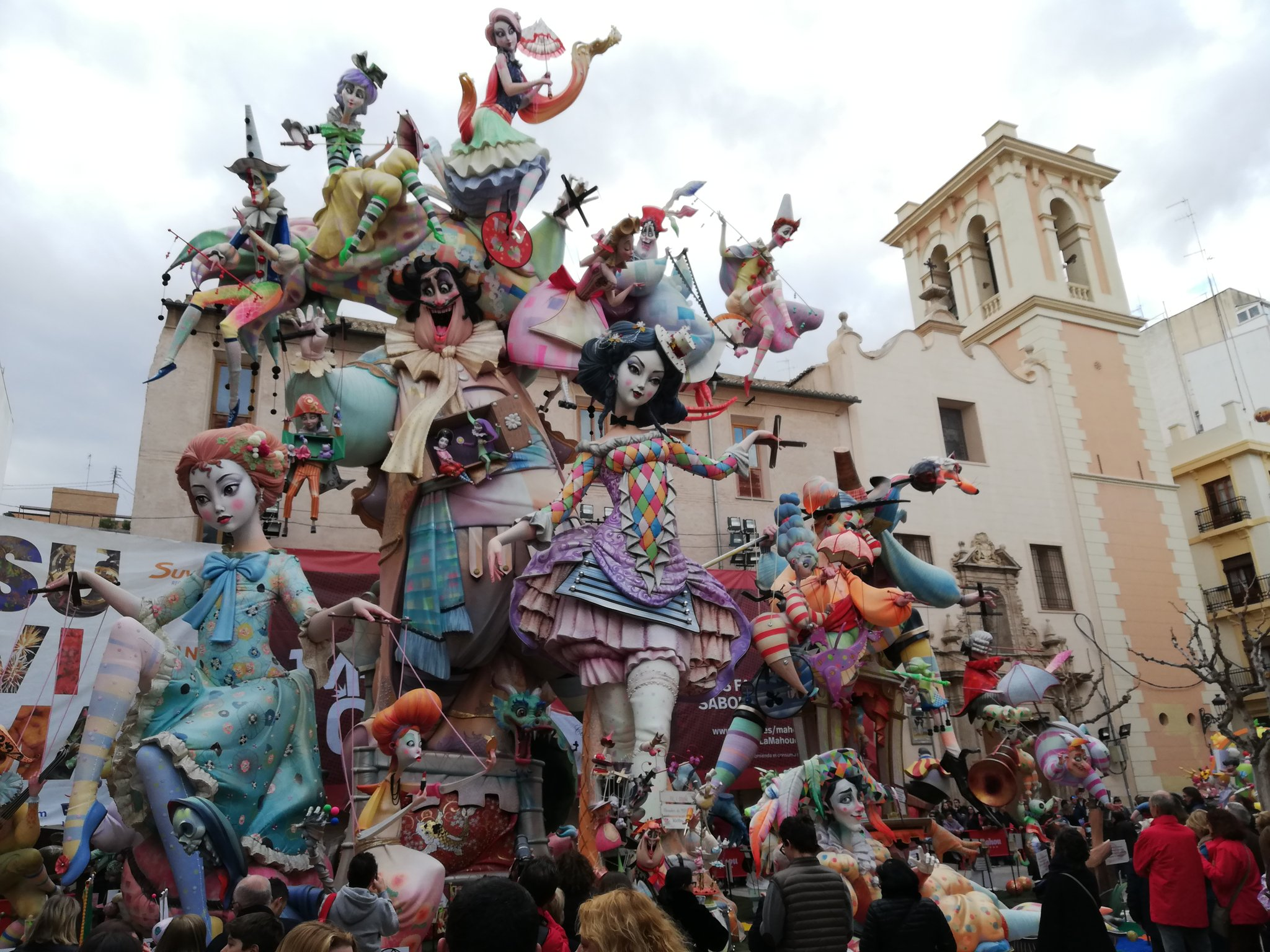
Falla Plaça del Pilar 2019, de Paco Torres amb lema ·"Qui mou els fils"
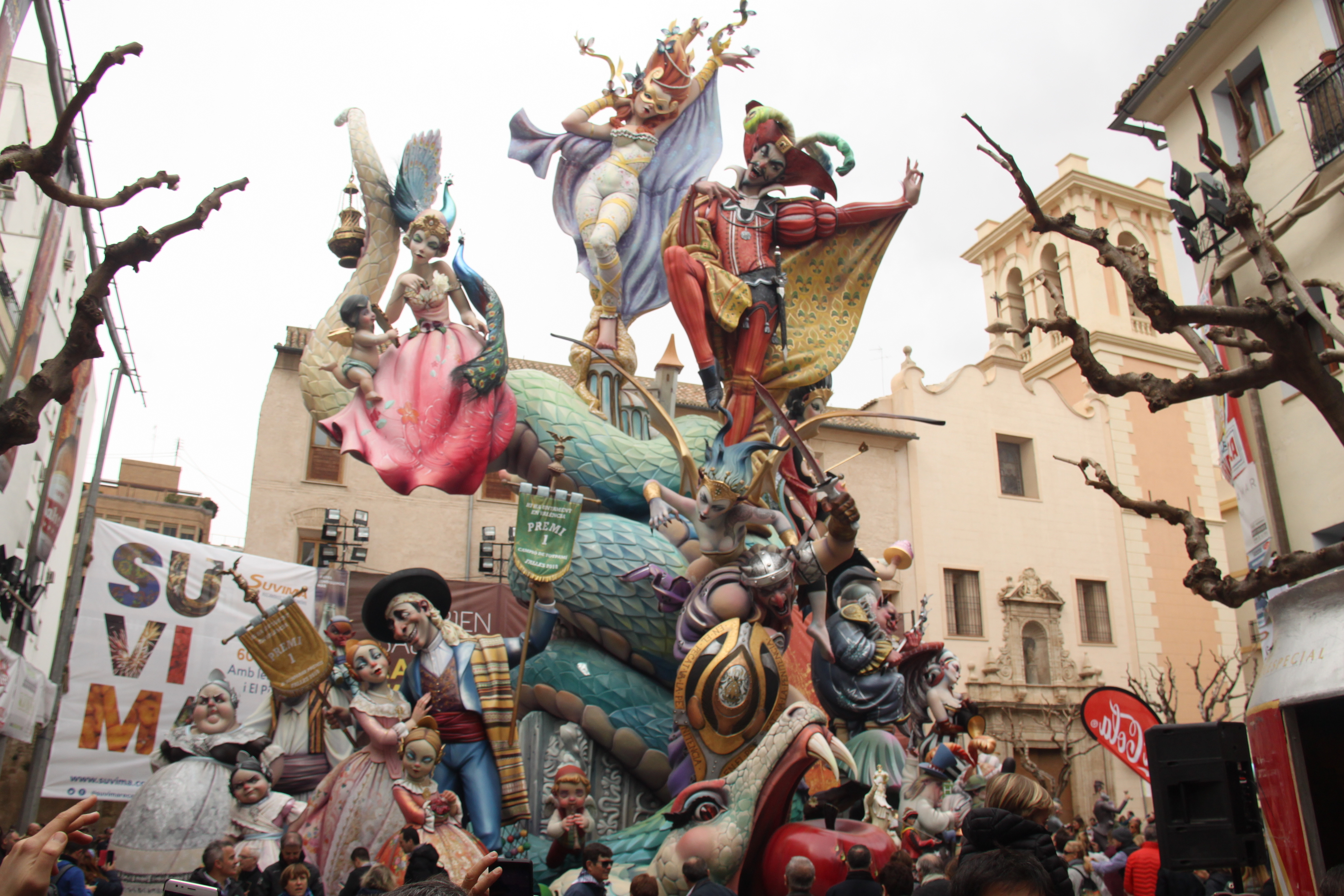
Falla Plaça del Pilar 2018 de Paco Torres amb lema "En el pecat va la penitència"